# Денисьево (Раменский район)
Денисьево — деревня в Раменском муниципальном районе Московской области. Входит в состав сельского поселения Никоновское. Население — 14 чел. (2010).

## География
Деревня Денисьево расположена в южной части Раменского района, примерно в 32 км к югу от города Раменское. Высота над уровнем моря 148 м. В 4 км к юго-западу от деревни протекает река Северка. Ближайший населённый пункт — деревня Митьково.

## История
В 1926 году деревня входила в Митьковский сельсовет Троице-Лобановской волости Бронницкого уезда Московской губернии.
С 1929 года — населённый пункт в составе Бронницкого района Коломенского округа Московской области. 3 июня 1959 года Бронницкий район был упразднён, деревня передана в Люберецкий район. С 1960 года в составе Раменского района.
До муниципальной реформы 2006 года деревня входила в состав Никоновского сельского округа Раменского района.

## Население
| 1926 | 2002 | 2010 |
| ---- | ---- | ---- |
| 84   | ↘0   | ↗14  |

В 1926 году в деревне проживало 84 человека (26 мужчин, 58 женщин), насчитывалось 20 крестьянских хозяйств. По переписи 2002 года постоянное население в деревне отсутствовало.